# Siège de Katsurao
Le siège de Katsurao de 1553 est un des nombreux sièges entrepris par le seigneur de guerre Takeda Shingen dans sa campagne pour dominer la province de Shinano. Il réussit à s'emparer de la forteresse défendue par Murakami Yoshikiyo et saisit trois autres forteresses de moindre importance au cours des quatre mois suivants, à Wada, Takashima et Fukuda.

## Source de la traduction
- (en) Cet article est partiellement ou en totalité issu de l’article de Wikipédia en anglais intitulé « Siege of Katsurao » (voir la liste des auteurs).